# Elisabeth av Treenigheten
Elisabeth av Treenigheten (franska Élisabeth de la Trinité), född Élisabeth Catez 18 juli 1880 i Avord, död 9 november 1906 i Dijon, var en fransk oskodd karmelitnunna och mystiker. Elisabeth av Treenigheten vördas som helgon inom Romersk-katolska kyrkan med helgondag den 8 oktober. Hon är skyddspatron för de sjuka.

## Biografi
Elisabeth föddes som Elisabeth Catez i ett militärläger där hennes far var officer. Modern beskriver henne som "ett mycket vackert och mycket livligt barn". Hennes livlighet utvecklades till ett starkt temperament, med rent vulkaniska raseriutbrott, som präglade hela hennes barndom. Redan som tioåring uttryckte hon dock en stark kärlek till Gud och att hon inte kunde "fatta hur man kunde ge sitt hjärta till någon annan".
Elisabeth växte upp tillsammans med sin mor och yngre syster i Dijon, i en våning med utsikt över stadens karmelitkloster. Hon inspirerades av nunnorna hon såg, och när klockorna ringde till aftonbön gick hon ut på balkongen och bad samtidigt med systrarna. Elisabeth kände tidigt en stark längtan till Karmelitorden. I samband med sin konfirmation 1891 mötte hon klostrets priorinna, och talade med henne om sin kallelse till nunna. Därefter skedde en förändring i hennes sinnesstämning och hennes ilska stillar sig. Vid fjorton års ålder avgav hon ett evigt kyskhetslöfte.
| ”                            | Jag var nästan fjorton år då jag under tacksägelsen kände mig oemotståndligt driven att välja honom som min ende Brudgum och, utan att dröja, förband jag mig med honom genom jungfrulighetslöftet. | „ |
| – Elisabeth av Treenigheten, | |   |

Innan hon gick in i klosterorden levde hon dock ett fortsatt livfullt liv, hon älskade att dansa och musicera, klädde sig elegant och erkände sig vara kokett. Inspirerad av Teresa av Avila fann hon ingen nackdel med detta, för hon såg sig redan tillhöra Kristus helt och fullt. "Ty är ens hjärta besegrat av någon, vem skulle då kunna dra bort uppmärksamheten?" skriver hon i ett brev.

### Klosterliv
Elisabeth blev postulant vid 21 års ålder, och när hon fyllt 23 avlade hon sitt löfte som karmelitnunna. I samband med att Elisabeth 1903 går in i Karmelitorden tilldelas hon namnet Maria-Elisabeth av Treenigheten. Hon tog till sig namnet som sin nya identitet, dock användes namnet "Maria" sällan.
Elisabeth levde sin dröm i klostret. Hon skriver: "Jag finner inte ord för hur lycklig jag är, här finns ingenting annat än han längre. (...) Man finner honom överallt, vid tvätten såväl som i bönen". 
Hennes klosterliv blev dock kort. Vid 25 års ålder drabbades hon av vad som visar sig vara Addisons sjukdom, med svåra invärtes smärtor. Trots det var hon vid gott mod, och hennes medsystrar har beskrivit henne som fortsatt humoristisk och kärleksfull. Hennes sista ord innan hon dog den 9 november 1906 var "Jag går till Ljuset, till Kärleken, till Livet".

## Bilder

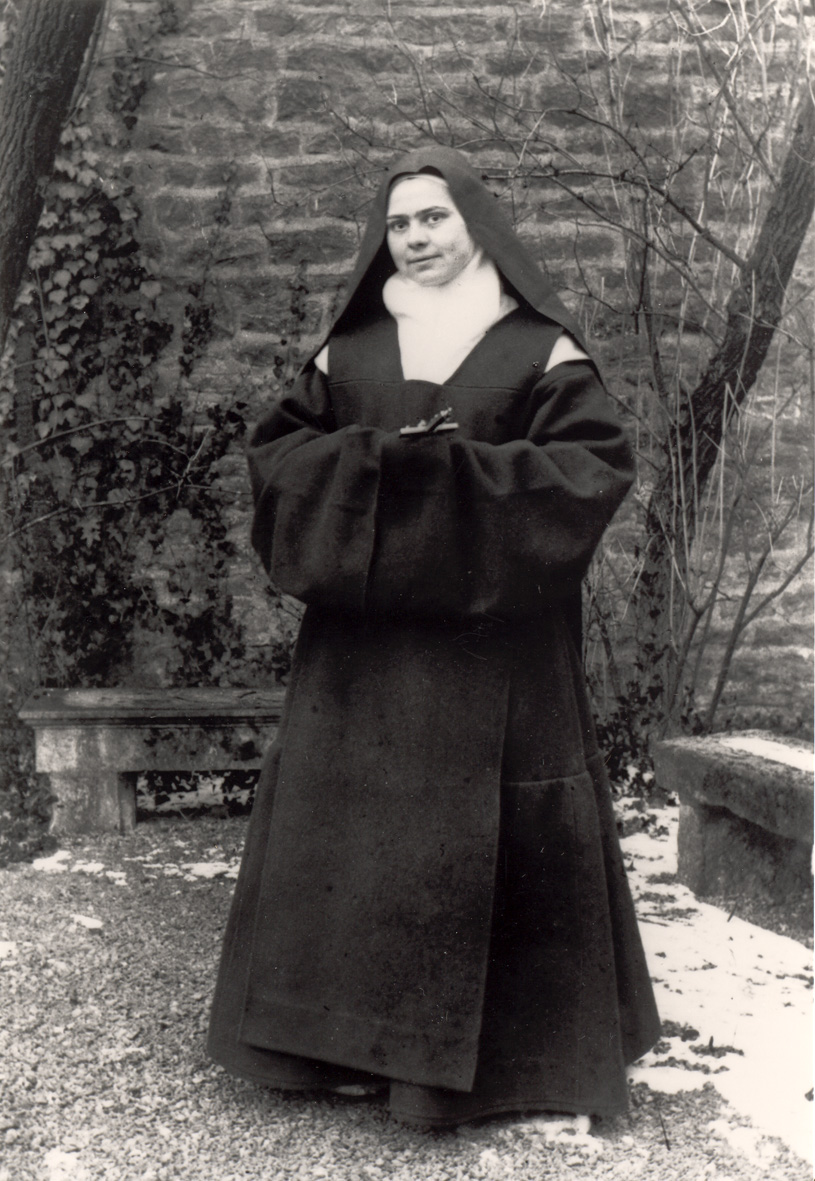
Elisabeth av Treenigheten i sin Karmelitdräkt
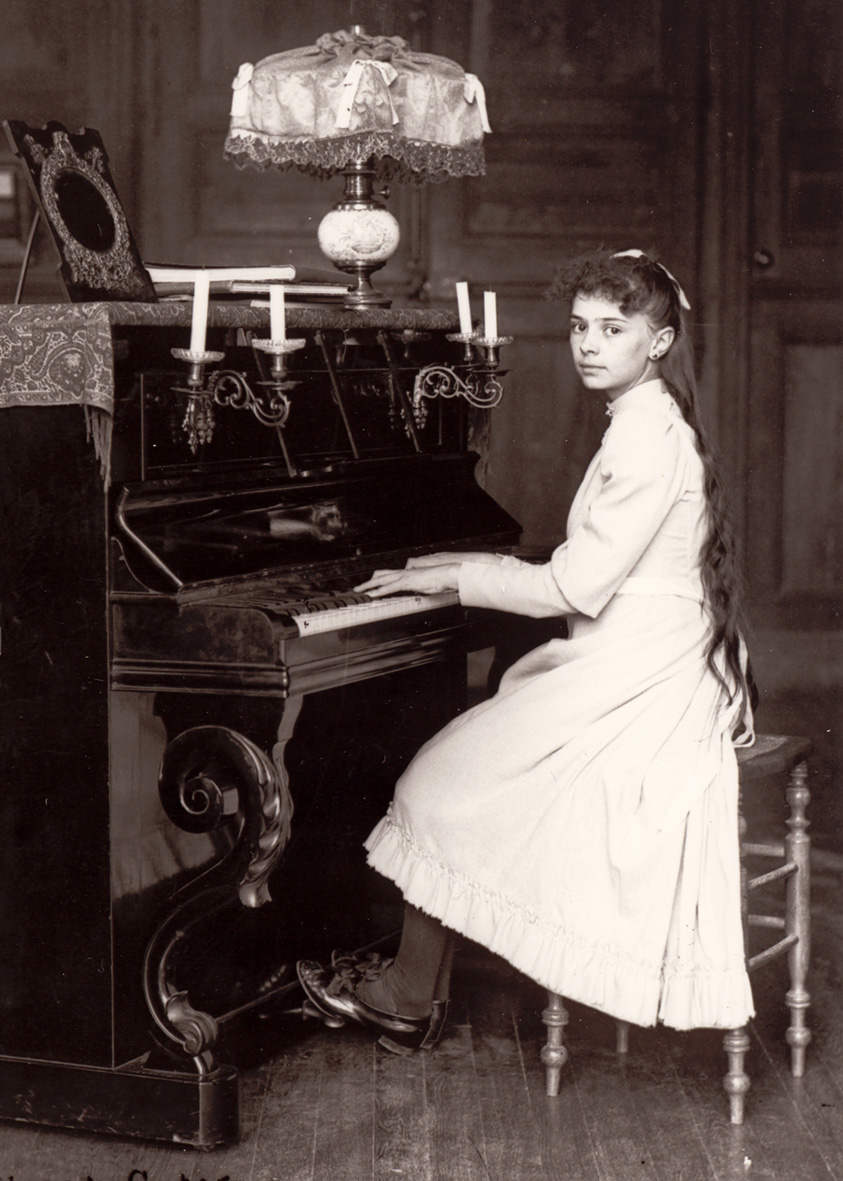
En trettonårig Elisabeth i samband med att hon vann första pris i pianospel.
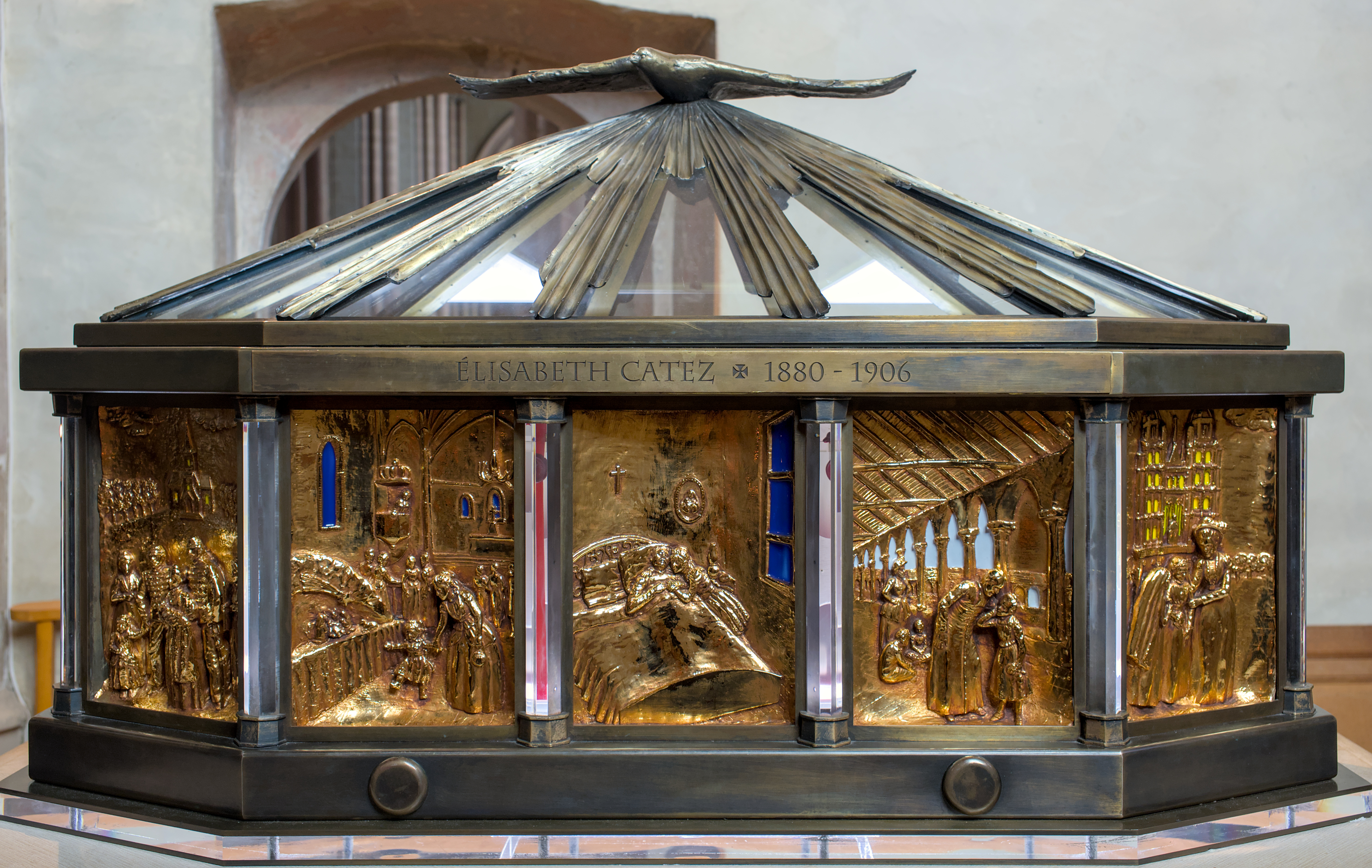
Den heliga Elisabeths relikskrin i Saint-Michelkatedralen i Dijon